# Boogie 2nite (album)
Pour la chanson, voir Boogie 2nite.
Boogie 2nite est le premier album du duo de chanteuses, Booty Luv. Ce groupe est formé de Nadia & Cherise, également membres du groupe Big Brovaz.
L'album contient 15 titres, et comprend de nombreuses reprises de célèbres titres R&B, soul et Hip-Hop mais revus à la sauce Dance. Sa date de commercialisation est le 17 septembre 2007 au Royaume-Uni.
Trois titres furent exploités en singles, tout d'abord Boogie 2nite, puis Shine et enfin Don't Mess With My Man dont la sortie coïncide avec celle de l'album. Enfin, un quatrième single en fut extrait, il s'agit de Some Kinda Rush.

## Liste des titres
1. Boogie 2nite
2. Shine
3. Don't Mess With My Man
4. Some Kinda Rush
5. Dance Dance
6. Be Without You
7. Who's That Girl
8. Good Girls Gone Bad
9. A Little Bit
10. He's A Winner
11. Something To Talk About
12. Where You Are

- Bonus :

1. Boogie 2Nite [DB Boulevard Édit] (Piste Bonus)
2. Shine [M's Smooth Édit] (Piste Bonus)
3. Don't Mess With My Man [Ryden's Live Édit] (Piste Bonus)
4. Some Kinda Rush [Ryden's Live Édit] (Piste Bonus iTunes)